# Сытыканская (кимберлитовая трубка)
Кимберли́товая тру́бка «Сытыканская» — кимберлитовая трубка в Мирнинском районе Якутии. Трубка расположена в приводораздельной части Сытыкан-Мархинского междуречья.

## История
Трубка «Сытыканская» была открыта 18 августа 1955 г. геологами Амакинской экспедиции В. Н. Щукиным и А. Н. Здотой при проведении шлиховой съёмки на пиропы. Трубка находится в 27 км к северо-востоку от посёлка Айхал. Месторождение отрабатывалось с 1980 года только открытым способом — карьером. В 2001 году все работы на трубке были завершены.

## Геология
Около 85 % площади трубки находится под траппами и пермскими отложениями, а на дневную поверхность выходит только её северо-восточный фланг. Мощность траппового силла над трубкой непостоянная и колеблется от 5 до 72 м. Подошва силла неровная, абсолютные отметки варьируют от 600 до 685 м. За контуром трубки мощность траппов резко возрастает, достигая 120-125 м. Вмещающие породы трубки — карбонатные отложения нижнего, среднего ордовика и нижнего силура.
Трубка состоит из двух самостоятельных тел: северо-восточного (основного) и юго-западного. Размеры тел на поверхности 736×160 м (северо-восточное) и 205×62 м (юго-западное). С глубиной площади рудных тел быстро сокращаются. Контакты между кимберлитами и вмещающими породами резкие. На отдельных участках на контакте обнаруживается зона брекчирования мощностью до 10-12 м.
В трубке «Сытыканская» установлено повышенное количество крупных алмазов. Ещё во время разведки трубки были обнаружены алмазы массой 24,78 и 15,75 карата. В процессе эксплуатации месторождения было извлечено, но раздроблено несколько гигантских ювелирных кристаллов массой 500-1000 карат.
В 1985 году в карьере трубки «Сытыканская» был добыт крупный ювелирный алмаз весом 291,70 карата, названный в честь 40-летия Победы Советского Союза над фашистской Германией в Великой Отечественной войне (1941—1945 гг.).

## Топографические карты
Лист карты Q-49-XV,XVI Алакит. Масштаб: 1 : 200 000. Указать дату выпуска/состояния местности.